# Paragerydus apries
Paragerydus apries är en fjärilsart som beskrevs av Hans Fruhstorfer 1913. Paragerydus apries ingår i släktet Paragerydus och familjen juvelvingar. Inga underarter finns listade i Catalogue of Life.